# Vevo
Vevo (VEVO) — музичний відеосайт. Був створений як спільне підприємство найбільших звукозаписних корпорацій.З 1974 року до 2017 року vevo рекламувався в відомих піснях.останій раз появлявся 29 вересня 2017 року.Sony Music Entertainment, Universal Music Group, Abu Dhabi Media і EMI, які надали сервісу ліцензію на вільне використання їх музичних ресурсів Сервіс був офіційно запущений 8 грудня 2009.

## Історія
Universal придбав доменне ім'я vevo.com 20 листопада 2008. У червні 2009 року було досягнуто згоди з корпорацією Sony Music Entertainment. Офіційний запуск відеосервісу відбувся 8 грудня 2009 року.
VEVO пропонує музичні відео від трьох найбільших лейблів звукозапису з «великої четвірки»: Universal Music Group, Sony Music Entertainment і EMI. Четвертий гігант галузі корпорація Warner Music Group спочатку також передбачала розміщувати свій контент на сайті VEVO, але пізніше сформувала конкуруючий альянс з мережею MTV MTV Overtakes На сайті VEVO доступно більш ніж 45 000 відеокліпів. Одразу після запуску сайт став одним з найбільш популярних і відвідуваних музичних сайтів в США, випередивши MySpace Music. На сайті показуються реферральні посилання для замовлення пісень через інтернет-магазини Amazon MP3 і iTunes.
Для перегляду каналу VEVO створені спеціальні програми для Apple iPhone (у 2010) Google TV, Android (у січні 2011) та Windows Phone (у 2012 році).

### Доступність
Повністю відеосайт vevo.com доступний тільки в США, Великій Британії, Канаді та Ірландії. У Великій Британії та Ірландії сервіс VEVO був запущений 26 квітня 2011 В інших випадках діють обмеження на перегляд . При перегляді в інших країнах може з'являтися повідомлення, що це відео заблоковано у вашій країні на підставі авторських прав («This video contains content from VEVO, who has blocked it in your country on copyright grounds»).